# Banda Oriental
Banda Oriental del Uruguay (spanska, "Östra remsan") var ett område i Sydamerika, öster om Uruguayfloden och norr om Río de la Plata, som senare kom att bli Uruguay, den brasilianska delstaten Rio Grande do Sul samt delar av Santa Catarina. Området delades upp mellan Spanien (söder) och Portugal (norr) under 1600- och 1700-talen.
Södra delen var åren 1776–1814 en del av Vicekungadömet Río de la Plata, och därefter Sydamerikas förenade provinser.
Förenade kungariket Portugal, Brasilien och Algarve erövrade södra delen 1817, och döpte om den till Província Cisplatina. Vid 1820-talets mitt ledde Treinta y Tres Orientales en revolt mot Brasilien, och Cisplatinska kriget hade börjat. 1828 utropades området som självständig stat, Uruguay, genom freden i Montevideo. Uruguaiana förblev brasilianskt.
Den norra delen utgjorde åren 1836–1845 en egen republik, Republiken Riograndese. Området erövrades av Brasilien vid Farroupilharevolutionen, klargjort genom freden i Poncho Verde. Sedan blev området en del av brasilianska delstaten Rio Grande do Sul.